# Parler pour parler (émission de radio)
Pour les articles homonymes, voir Parler pour parler.
Parler pour parler (en espagnol : Hablar por hablar ; en catalan : Parlar per parlar) est un programme radiophonique nocturne émis par Cadena SER en Espagne et Radio Caracol en Colombie.
Créé par Gemma Nierga pour Radio Barcelona en 1989, le programme a eu une audience moyenne de 604 000 auditeurs au printemps 2007. 
Le programme ouvre ses lignes téléphoniques pour des auditeurs qui racontent leurs problèmes ou leurs avis et ils reçoivent du conseil, d'autres impressions ou des commentaires en réponse à leurs opinions.

## Saisons

### En Espagne
Parlar per parlar (en catalan et espagnol pour la Catalogne et l'Andorre)
| Présentatrice  | Radio                        | Saison    |
| -------------- | ---------------------------- | --------- |
| Gemma Nierga   | Radio Barcelona (Cadena SER) | 1989-1997 |
| Raquel Alturia | Radio Barcelona (Cadena SER) | 2008-2009 |

Hablar por hablar(en castillan pour toute l'Espagne)
| Présentatrice      | Radio      | Saison                         |
| ------------------ | ---------- | ------------------------------ |
| Fina Rodríguez     | Cadena SER | 1997-2001                      |
| Mara Torres        | Cadena SER | 2001-2006                      |
| Paqui Ramos        | Cadena SER | période des vacances 2004-2006 |
| Cristina Lasvignes | Cadena SER | 2007-2009                      |
| Paloma Delgado     | Cadena SER | période des vacances 2007-2008 |

### En Colombie
Hablar por hablar
| Présentatrice | Radio         | Saison    |
| ------------- | ------------- | --------- |
| Diana Montoya | Radio Caracol | 2007-2009 |